# Photinus tanytoxus
Photinus tanytoxus är en skalbaggsart som beskrevs av Lloyd 1966. Photinus tanytoxus ingår i släktet Photinus och familjen lysmaskar. Inga underarter finns listade i Catalogue of Life.